# Списък на владетелите на Курпфалц
Това е списък на владетелите на Курпфалц

## Пфалцграфове на Лотарингия 915—1085
Пфалц се образува от пфалцграфството на Херцогство Лотарингия, което се появило през 10 век.
- Вигерих (ок. 870 — ок. 919), пфалцграф на Лотарингия от 915/916
- Готфрид, пфалцграф на Лотарингия ок. 940

### ДинастияЕцони
- Херман I, 945—994
- Ецо, 994—1034
- Ото I 1045 (херцог на Швабия 1045 — 47)
- Хайнрих I, 1045—1061
- Херман II 1061—1085

## Пфалцграфове на Рейн, 1085—1356
- Хайнрих II, 1085 — 95 (Люксембурги)
- Зигфрид I фон Баленщет († 1113), 1095—1113 (Аскани)
- Готфрид Калвски, 1113 — 1129
- Вилхелм фон Орламюнде, 1129 — 1139 (Аскани)
- Хайнрих II Язомиргот, 1139 — 1142 (Бабенберги)
- Херман III, 1142 — 1155

### Пфалцграф от династияХоенщауфен
В 1156 г. император Фридрих I Барбароса передава тези земли в наследствено владение на своя по-малък брат Конрад.
- Конрад Хоенщауфен, пфалцграф при Рейн 1156 — 1195

### Пфалцграфове от династияВелфи
В 1195 г. Пфалц преминава към династията на Велфите в резултат на брак на Хайнрих Велф за Агнес, дъщеря на Конрад Хоенщауфен.
- Хайнрих V, 1195—1213
- Хайнрих VI, 1213 — 1214

### Пфалцграфове от династияВителсбахи
В началото на 13 век, в резултат на брака на Агнес, дъщеря на Хайнрих V и внучка на Конрад Хоенщауфен и Ото, херцог на Бавария, територията на Пфалц преминава към херцогa на Бавария от династия Вителсбахи.
- Лудвиг I Вителсбах, 1214 — 1227
- Ото II, 1227 — 1253
- Лудвиг II Строги, херцог на Горна Бавария, 1253 — 1294
- Хайнрих XIII, (херцог на Долна Бавария), (1253–1255 с брат му Лудвиг II, 1255 се отказва за негова сметка
- Рудолф I, 1294—1317, син на Лудвиг II Строги
- Лудвиг (IV), от Горна Бавария, 1294/1301–1329, 1329 г. се отказва в полза на наследниците на Рудолф I.
- Адолф, 1317 — 1327
- Рудолф II Слепия, 1329 — 1353, заедно с брат му Рупрехт I.
- Рупрехт I, 1329 – 1390, до 1353 с брат му, от 1356 г. един от седемте Курфюрсти, бездетен

## Курфюрство Пфалц, 1356—1777
Съгласно Златната була 1356 година, рейнският пфалцграф бил признат като един от светските курфюрсти. По това време пфалцграфът на Рейн се именува като курфюрст на Пфалц (на немски: Kurfürst von der Pfalz).
Управлява се от династията Вителсбахи.

### Първо Курфюрство,1356—1648
| Династия Вителсбахи        |               |                    | |
| Изображение                | Име           | Дати на управление | Бележки |
|                            | Рупрехт I     | 1356—1390          | |
|                            | Рупрехт II    | 1390—1398          | Племенник на Рупрехт I, син на Адолф, внук на Рудолф I пфалцграф Рейнски                                       |
|                            | Рупрехт III   | 1398—1410          | Син на Рупрехт II. Избран за римско-немски крал от 1400 г.                                                     |
|                            | Лудвиг III    | 1410—1436          | Син на Руперт III                                                                                              |
|                            | Лудвиг IV     | 1436—1449          | Син на Лудвиг III                                                                                              |
|                            | Фридрих I     | 1449—1476          | Брат на Лудвиг IV                                                                                              |
|                            | Филип         | 1476—1508          | Син на Лудвиг IV                                                                                               |
|                            | Лудвиг V      | 1508—1544          | Син на Филип                                                                                                   |
|                            | Фридрих II    | 1544—1556          | Брат на Лудвиг V                                                                                               |
|                            | Ото Хайнрих   | 1556—1559          | Племенник на Фридрих II, син на Рупрехт Фрайзингски                                                            |
| Династия Зимерн            |               |                    | |
| Изображение                | Име           | Дати на управление | Бележки |
|                            | Фридрих III   | 1559—1576          | |
|                            | Лудвиг VI     | 1576—1583          | Син на Фридрих III                                                                                             |
|                            | Фридрих IV    | 1583—1610          | Син на Лудвиг VI                                                                                               |
|                            | Фридрих V     | 1610—1623          | Син на Фридрих IV. Фридрих е лишен от трона и изгонен от Империята.                                            |
| Баварска династия, 1623-48 |               |                    | |
| Изображение                | Име           | Дати на уравление  | Бележки |
|                            | Максимилиан I | 1623—1648 († 1651) | Земите на Фридрих V и титлата му курфюрст са предадени на херцога на Бавария, Максимилиан I от род Вителсбахи. |

### Второ Курфюрство, 1648—1777
| Възстановяване на династия Зимерн |                |                    | |
| Изображение                       | Име            | Дати на управление | Бележки |
|                                   | Карл I Лудвиг  | 1648—1680          | Син на Фридрих V. По Вестфалския мирен договор в 1648 г. Карл Лудвиг получил за управление земите на баща му и става новия курфюрст.        |
|                                   | Карл II        | 1680—1685          | Син на Карл I Лудвиг. Последен от династия Зимерн.                                                                                          |
| Династия Нойбург                  |                |                    | |
| Изображение                       | Име            | Дати на управление | Бележки |
|                                   | Филип Вилхелм  | 1685—1690          | В 1685 г. династия Зимерн заглъхва, и Пфалц e наследен от Филип Вилхелм, граф на Пфалц-Нойбург (той е също херцог на Юлих и Берг). Католик. |
|                                   | Йохан Вилхелм  | 1690—1716          | Син на Филип Вилхелм |
|                                   | Карл III Филип | 1716—1742          | Брат на Йохан Вилхелм II. Последен от династия Нойбург. Перемества столицата на Пфалц от Хайделберг в Манхайм в 1720 г.                     |
| Династия Пфалц-Зулцбах            |                |                    | |
| Изображение                       | Име            | Дати               | Бележки |
|                                   | Карл IV Теодор | 1742—1777          | Пфалц е наследен от херцог Карл Теодор от Зулцбах. Карл Теодор също наследил курфюрство Бавария.                                            |

## Курфюрство Бавария и Пфалцграфство Рейн, 1777—1803
| Династия Пфалц-Зулцбах |                         |                     | |
| Изображение            | Име                     | Дати на управление  | Бележки |
|                        | Карл IV Теодор Баварски | 1777—1799           | |
| Династия Цвайбрюкен    |                         |                     | |
| Изображение            | Име                     | Дати на управление  | Бележки |
|                        | Максимилиан I Йозеф     | 1799—1803 († 1825), | наследник на Карл Теодор. Максимилиан Йозеф, херцог на Пфалц-Цвайбрюкен, събира под свое управление всички земи на Вителсбахите в 1799 г. Пфалцграфството е ликвидирано по време на Френската революця. |